# Torino di Sangro
Torino di Sangro är en ort och kommun i provinsen Chieti i regionen Abruzzo i Italien. Kommunen hade 3 020 invånare (2018).